# 原五郎
原 五郎（はら ごろう、1886年1月21日 - 1940年10月31日）は、日本の海軍軍人。最終階級は海軍中将。

## 経歴
東京府出身。1907年（明治40年）11月、海軍兵学校（35期）を卒業し、翌年12月に海軍少尉任官。海軍大学校乙種学生を経て、海軍水雷学校高等科を卒業し、1913年（大正2年）12月、「比叡」分隊長に就任し、臨時青島要港部参謀、第3戦隊参謀、第2艦隊参謀を経て、1919年（大正8年）12月、海大（甲種17期）を卒業、海軍少佐に昇進し第3水雷戦隊参謀となった。以後、横須賀海軍航空隊付、欧米各国出張、横須賀鎮守府付を経て、海軍省軍務局員兼教育局員に発令され、1923年（大正12年）12月、海軍中佐に進級。1924年（大正13年）12月、軍務局員に就任し、欧米各国出張を経て、海軍航空本部技術部員となり、1927年（昭和2年）12月、海軍大佐に昇進した。
1928年（昭和3年）12月、「鳳翔」艦長に就任し、横須賀空司令、兼「赤城」艦長、「龍驤」艤装員長、横須賀鎮守府付、海軍航空廠総務部長、「加賀」艦長、横須賀鎮守府付などを歴任し、1933年（昭和8年）11月、海軍少将に進級し、艦政本部造船造兵監督官兼海軍航空本部造兵監督官となった。以後、艦政本部造船造兵監督長、航空本部技術部長を歴任し、航空廠長に発令され、1937年（昭和12年）12月、海軍中将に進んだ。1938年（昭和13年）11月、馬公要港部司令官に着任し、舞鶴要港部司令官、舞鶴鎮守府司令長官を務め、1940年（昭和15年）4月、軍令部出仕となり、同年10月に死去。

## 栄典
- 1909年（明治42年）3月1日 - 正八位[1]
- 1914年（大正3年）1月30日 - 正七位[2]
- 1937年（昭和12年）12月15日 - 従四位
- 1939年（昭和14年）12月28日 - 正四位
- 1940年（昭和15年）10月31日 - 従三位[3]